# Éric Harper
Pour les articles homonymes, voir Harper.

a Compétitions nationales et continentales officielles uniquement.

b Matchs officiels uniquement.
Dernière mise à jour le 9/02/2017.
 Éric Tristram Harper, né le 1er décembre 1877 à Christchurch (Nouvelle-Zélande) et mort le 30 avril 1918 à Jérusalem (Empire ottoman à l'époque), est un joueur de rugby à XV qui a joué avec l'équipe de Nouvelle-Zélande. Il évolue au poste de ailier ou de centre(1,80 m pour 80 kg). Membre du corps d'armée australien et néo-zélandais et affecté à la division montée de l'ANZAC, il meurt durant la Première Guerre mondiale.

## Carrière
Il a disputé son premier test match avec l'équipe de Nouvelle-Zélande le 13 août 1904 contre les Lions britanniques. Son dernier test match a lieu contre l'équipe de France le 1er janvier 1906. 
Il participe à la tournée des Originals, équipe représentant la Nouvelle-Zélande en tournée en Grande-Bretagne en 1905, en France et en Amérique du Nord en 1906. Il n'est pas dans l'équipe-type et compte tenu d'une blessure, il ne dispute que 10 des 35 matchs de la tournée.

## Palmarès

### En équipe nationale
- 2 sélections avec l'Équipe de Nouvelle-Zélande de rugby à XV
- 2 essais, 6 points
- Sélections par année : 1 en 1904, 1 en 1906
- Nombre total de matchs avec les All Blacks :  11